# Деспот, Блаженка
Блаженка Деспот (хорв. Blaženka Despot, 9 января 1930, Загреб, Савская бановина — 18 февраля 2001, Загреб) — хорватский философ, социалистическая феминистка и социолог.
Окончив среднюю школу в Загребе в 1948 году и изучая философию на философском факультете Загребского университета, она получила докторскую степень в Любляне в 1970 году, защитив диссертацию на тему гуманизма технологического общества. В период с 1956 по 1964 год она работала учителем средней школы, а затем ассистентом кафедры социализма на факультете машиностроения. В 1974 году она была назначена доцентом кафедры социологии и политической экономии, а в 1980 году получила должность штатного профессора в качестве профессора марксизма, социализма и социалистического самоуправления на ветеринарном факультете в Загребе. С 1989 года она работала научным сотрудником в Институте социальных исследований Загребского университета.
Она опубликовала трактаты и статьи в журналах Gledišta (1964–65, 1978, 1984), Praxis (1966–74), Kulturni radnik (1968, 1980, 1987), Naše teme (1968–70, 1982, 1984, 1988–90), Filozofija (1971–72), Revija za sociologiju (1972–73, 1989), Socijalizam (1978–81), Socijalizam u svetu (1978, 1981–82, 1984, 1986), Dometi (1980), Žena (1981–82), Filozofska istraživanja (1985 –86, 1990), Socijalna ekologija (1992) и других.

## Труды
- Humanitet tehničkog društva, 1971, Zagreb
- Ideologija proizvodnih snaga i proizvodna snaga ideologije, 1976, Osijek
- Plädoyer za dokolicu, 1976, Beograd
- Žensko pitanje i socijalističko samoupravljanje, 1987, Zagreb
- Emancipacija i novi socijalni pokreti, 1989, Osijek